# فونوبرازان
فونوبرازان (بالإنجليزية: Vonoprazan)‏ هو مانع حمض البوتاسيوم الأول في فئته. تمت الموافقة عليه في السوق اليابانية في فبراير 2015.
يستخدم فونوبرازان في شكل فومارات لعلاج قرحة المعدة والأمعاء (بما في ذلك بعض القرحة الهضمية الناتجة عن الأدوية) والتهاب المريء الارتجاعي، ويمكن دمجه مع المضادات الحيوية للقضاء على الملوية البوابية.